# Carl List (Unternehmer)
Carl List (* 1880 in Deutschland; † 1959 in Windhoek, Südwestafrika) war ein deutsch-namibischer Unternehmer und Bankkaufmann im damaligen deutschen Schutzgebiet Deutsch-Südwestafrika. List war gemeinsam mit Hermann Ohlthaver Gründer des heute (Stand Juni 2017) größten Privatunternehmens des Landes, der Ohlthaver & List Group of Companies (O&L).
Carl List wanderte 1906 ins heutige Namibia, als Angestellter der Berliner Bank, aus. Er verkaufte angeblich die Deutsche Afrika-Bank 1919 an die Barclays Bank. List war verheiratet und hatte drei Kinder, darunter Werner List, der später die Führung von O&L übernahm.

## Trivia
Nach Carl List sind unter anderem eine Einkaufspassage (Carl List Mall) und ein darüber liegendes Geschäftsgebäude Carl List House (heute Alexander Forbes House) in Windhoek benannt.